# Dindigul
Dindigul (tamil.  திண்டுக்கல், trl. tiṇtikkal) – miasto w Indiach, w stanie Tamilnadu, stolica dystryktu Dindigul. W 2001 liczyło 196 619 mieszkańców.